# 日本とセネガルの関係
日本とセネガルの関係（フランス語: Relations entre le Japon et le Sénégal、英語: Japan–Senegal relations） では、日本とセネガルの関係について概説する。

## 両国の比較
|               | セネガル                      | 日本                           | 両国の差                  |
| ------------- | ----------------------------- | ------------------------------ | ------------------------- |
| 人口          | 1629万6364人（2019年）        | 1億2626万人（2019年）          | 日本はセネガルの約7.7倍   |
| 国土面積      | 19万7161 km²                  | 37万7972 km²                   | 日本はセネガルの約1.9倍   |
| 人口密度      | 82 人/km²（2018年）           | 347 人/km²（2018年）           | 日本はセネガルの約4.2倍   |
| 首都          | ダカール                      | 東京都                         |                           |
| 最大都市      | ダカール                      | 東京都区部                     |                           |
| 政体          | 共和制 大統領制               | （民主制）議院内閣制           |                           |
| 公用語        | フランス語                    | 日本語（事実上）               |                           |
| 通貨          | CFAフラン                     | 日本円                         |                           |
| 国教          | なし                          | なし                           |                           |
| 人間開発指数  | 0.505                         | 0.919                          |                           |
| 民主主義指数  | 5.81                          | 7.99                           |                           |
| GDP（名目）   | 235億7808万米ドル（2019年）   | 5兆819億6954万米ドル（2019年） | 日本はセネガルの約215.5倍 |
| 一人当たりGDP | 1446.8米ドル（2019年）        | 40246.9米ドル（2019年）        | 日本はセネガルの約27.8倍  |
| 経済成長率    | 5.3%（2019年）                | 0.7%（2019年）                 |                           |
| 軍事費        | 3億4904万2081米ドル（2019年） | 476億902万米ドル（2019年）     | 日本はセネガルの約136.4倍 |

## 歴史
1960年4月4日セネガルはマリ連邦としてフランスから独立、同年8月20日にはマリ連邦から分離しセネガル共和国として自立を遂げると、直後の1960年10月4日に日本はセネガルを国家承認し、外交関係が樹立した。1962年1月に在セネガル日本国大使館を設置し、またガンビア、ギニアビサウ、カーボベルデなどの周辺国を兼轄する事となった。1975年9月、セネガルは東京に駐日セネガル大使館を開設。セネガルは独立以来一度もクーデター・政情不安を経験していない安定した国家であり、アフリカ安定の為に尽力してきた。そのため日本とセネガルは現在まで続く友好的な関係を独立以来堅持している。
1982年12月26日に、ギニアビサウとの国境地帯にある、ジョラ族の多いカザマンス地方（ジガンショール州、セディウ州、コルダ州）の分離独立を進めるカザマンス民主勢力運動が反政府闘争「カザマンス紛争」を開始した。21世紀に入ってからは和平合意の後、大規模な軍事的衝突は起きていないものの小規模な戦闘が散発的に発生しており、日本はこの地域にのみ継続的に渡航延期勧告を継続している。

## 現況

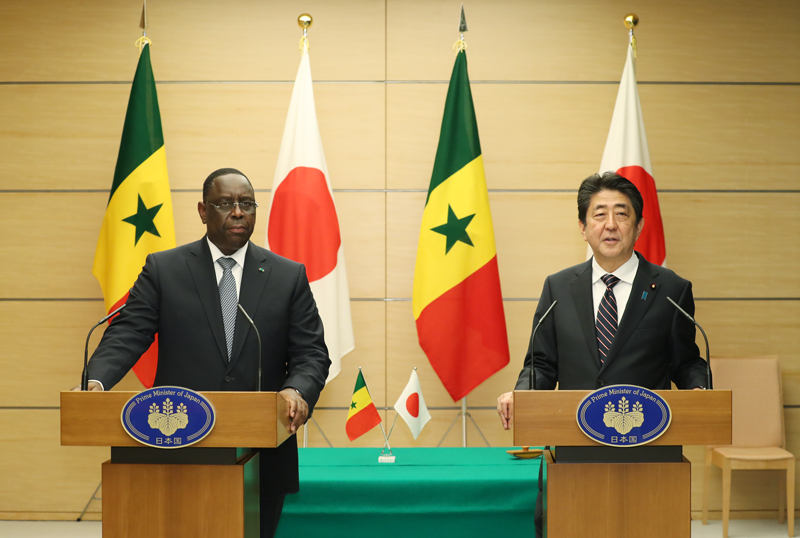
日・セネガル共同声明の発出（2017年）

友好国である事から、要人往来も活発である。セネガル大統領であったアブドゥライ・ワッドは、2002年9月・2003年5月・2003年9月・2008年5月・2008年7月に五度も訪日。特に2003年5月の訪日では総理大臣であった小泉純一郎と首脳会談を実施し、2008年7月の訪日では招待国の一つとして洞爺湖サミットにも出席した。後任の大統領マッキー・サルもまたアフリカ開発会議出席やG20の招待国の一つとして4度日本を訪問。2017年の訪日では安倍晋三と首脳会談を実施して「日・セネガル共同声明」が発出され、安保理改革を前進させていく事で意見が一致している。2019年にも両首脳で会談が行われ、北朝鮮情勢やユニバーサル・ヘルス・カバレッジ（UHC）について意見が交わされた。
経済的には日本は2018年までに累計2000億円以上の開発援助・経済支援を実施しており、フランスやアメリカ合衆国と並ぶ主要なセネガル援助国となっている。支援内容は食糧援助、職業訓練計画、教育施設の建設や整備、水道網・送電網の整備、医療・衛生面での支援、ダカール港の改修など多岐にわたっている。貿易面はセネガルの赤字となっており、対日輸出品は魚介類、対日輸入品は合成繊維製品や自動車等となっている。アフリカの中では情勢的に安定した国家である事から、日本企業の進出も2019年時点で19社と最貧国としてはやや多い。また2021年には、民間会社がセネガルを起点にアフリカでSDGs事業を手掛けるなど、経済的結びつきは強まりつつある。

## 文化交流

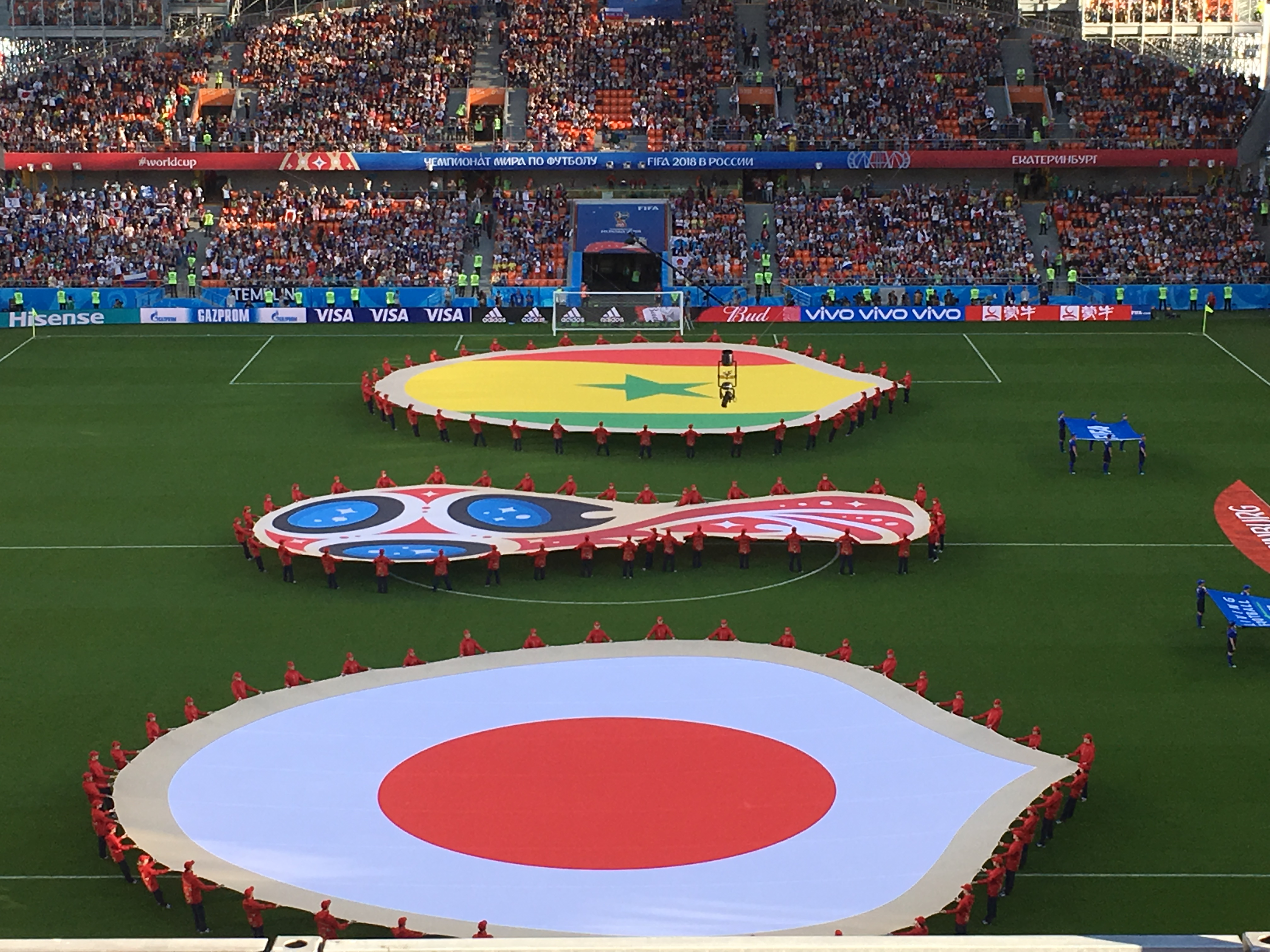
日本対セネガル戦（2018 FIFAワールドカップ）

文化的な交流としては、在セネガル日本国大使館は1979年から35年以上に渡って俳句コンクールを実施し、また日本映画上映など幾つかのイベントを通して日本文化を発信している。
スポーツ面では、両国ともにサッカーが一定を人気を博しており、ロシアで開催された2018 FIFAワールドカップでは、日本対セネガル戦も行われた。また柔道も人気を博しており、当地では日本大使杯が定期的に開催されているほか、柔道着や機材の無償供与が日本側から実施されている。近年はセネガルから日本へのバスケットボール留学も目立つようになった。

## 外交使節

### 駐日セネガル大使

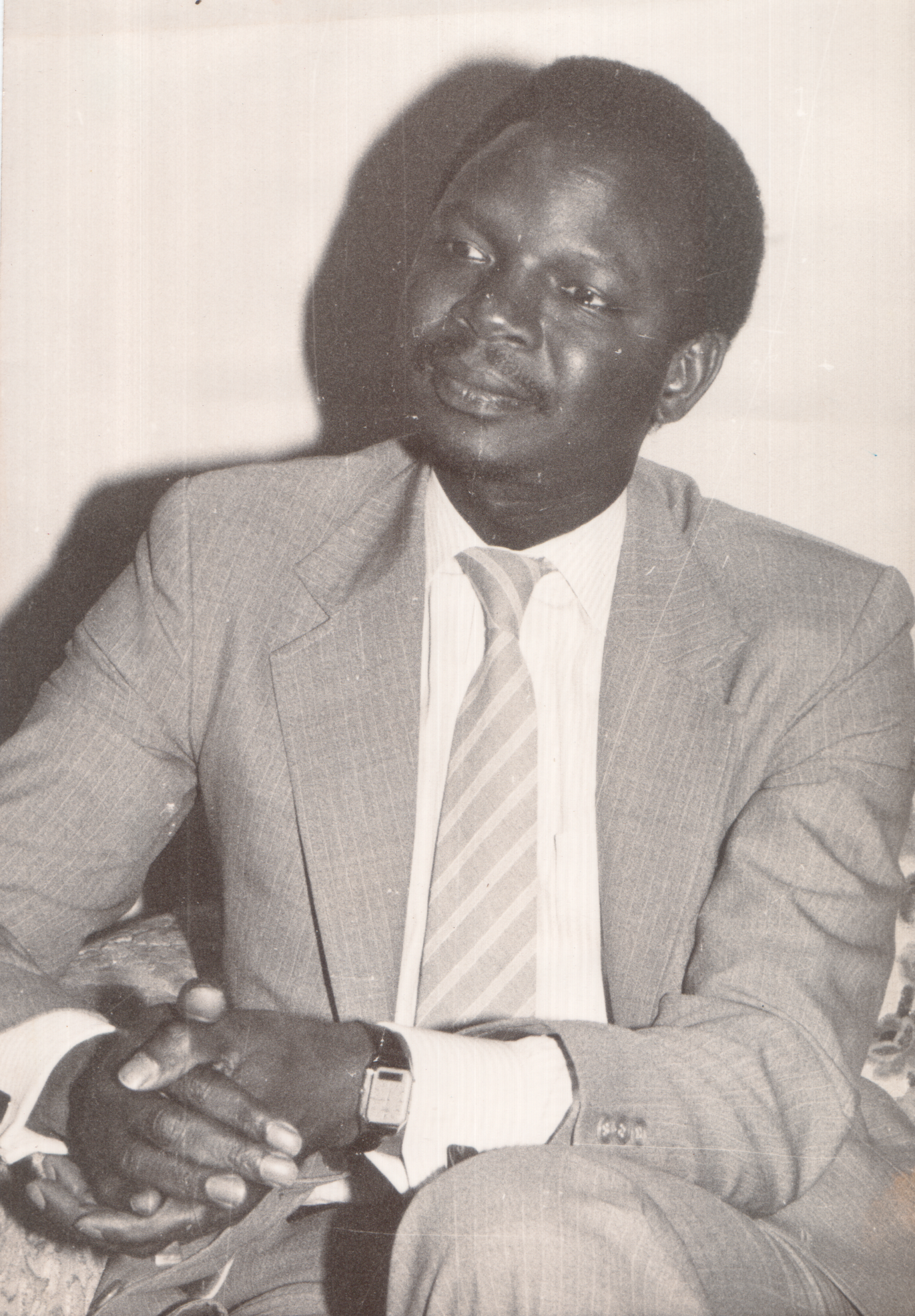
第3代駐日セネガル大使ケバ・ビラン・シセ。1981年10月から1991年11月にかけて駐日大使を務め、昭和天皇の大喪の礼と上皇の即位の礼にも出席した。10年を超える在任期間は歴代最長である。

1. アッサン・バッシルー・ジュフ（1975～1979年）[30]
2. メドゥーン・フォール（1979～1981年）[30]
3. ケバ・ビラン・シセ（1981～1991年[31]）[30]
4. アラジ・アマドゥ・ティアム（1992～2001年、信任状捧呈は2月15日[32]）[30]
  - （臨時代理大使）イブラヒマ・ディアロ（2001年）
5. ガブリエル・アレクサンドル・サール（2001～2010年、信任状捧呈は12月26日[33]）[30]
6. ブーナ・セム・ジュフ（2010～2014年、信任状捧呈は11月26日[34]）[30]
  - （臨時代理大使）ンゴール・ンジャイ（2014年）
7. シェール・ニャング（2014～2018年、信任状捧呈は12月22日[35]）[30]
8. ゴルギ・シス（2018～2023年、信任状捧呈は9月19日[36]）[30]
  - （臨時代理大使）マンソール・シス（2023年）
9. ジャン・アントワーヌ・デュフ（2023年～、信任状捧呈は10月5日[37]）[30]

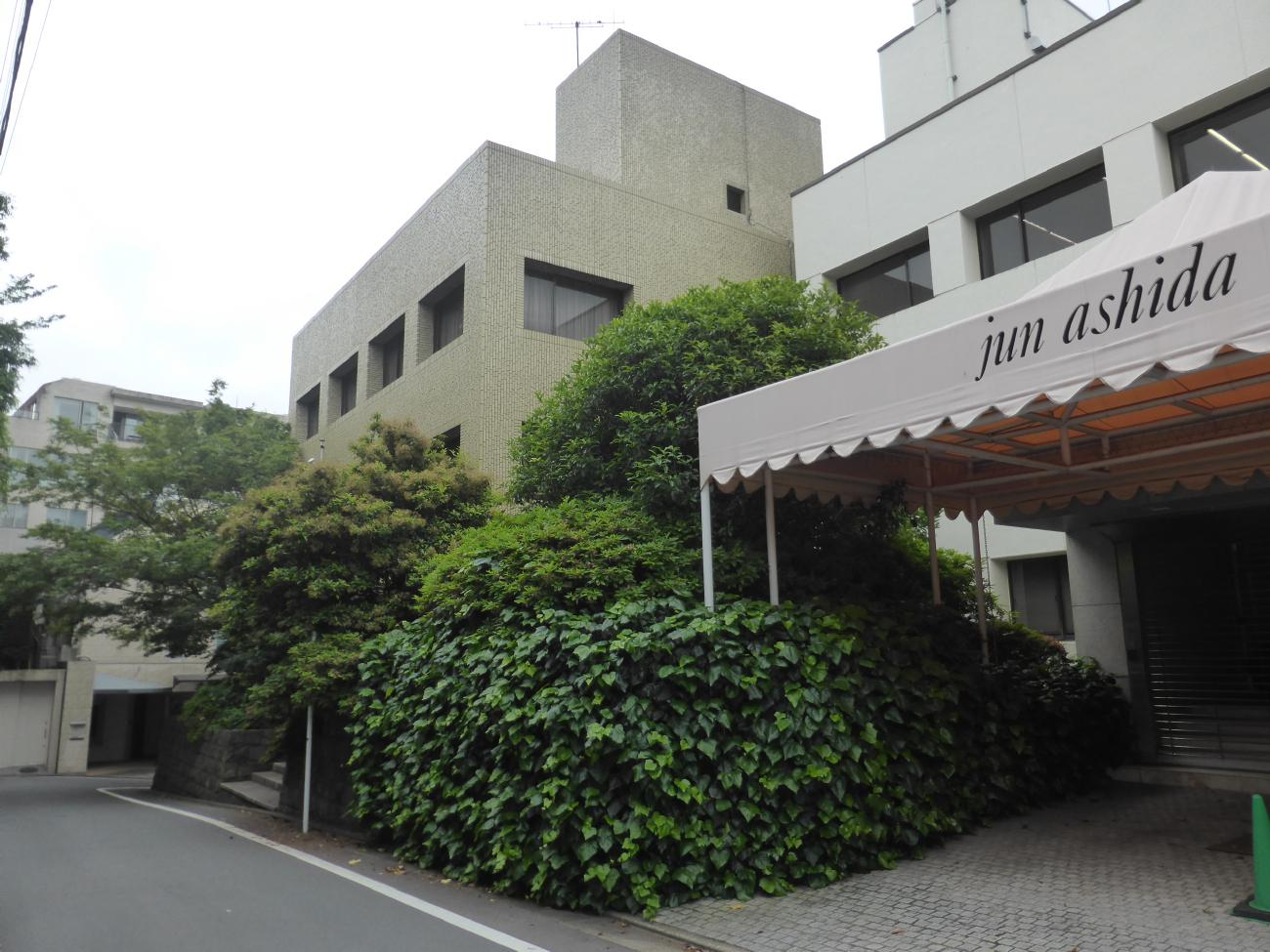
駐日セネガル大使館全景（東京）
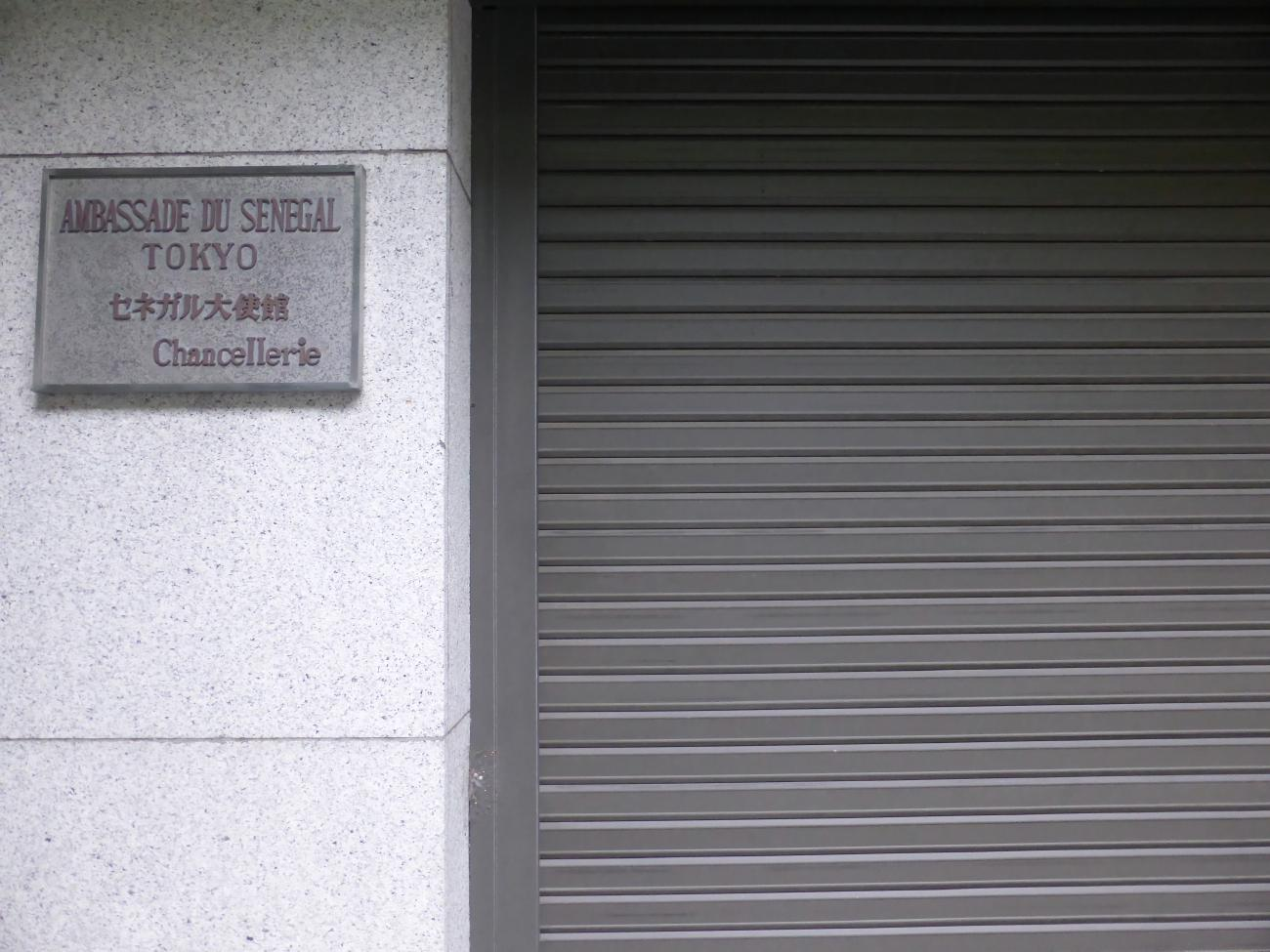
セネガル大使館プレート